# Don spirituel
Pour les articles homonymes, voir Don.

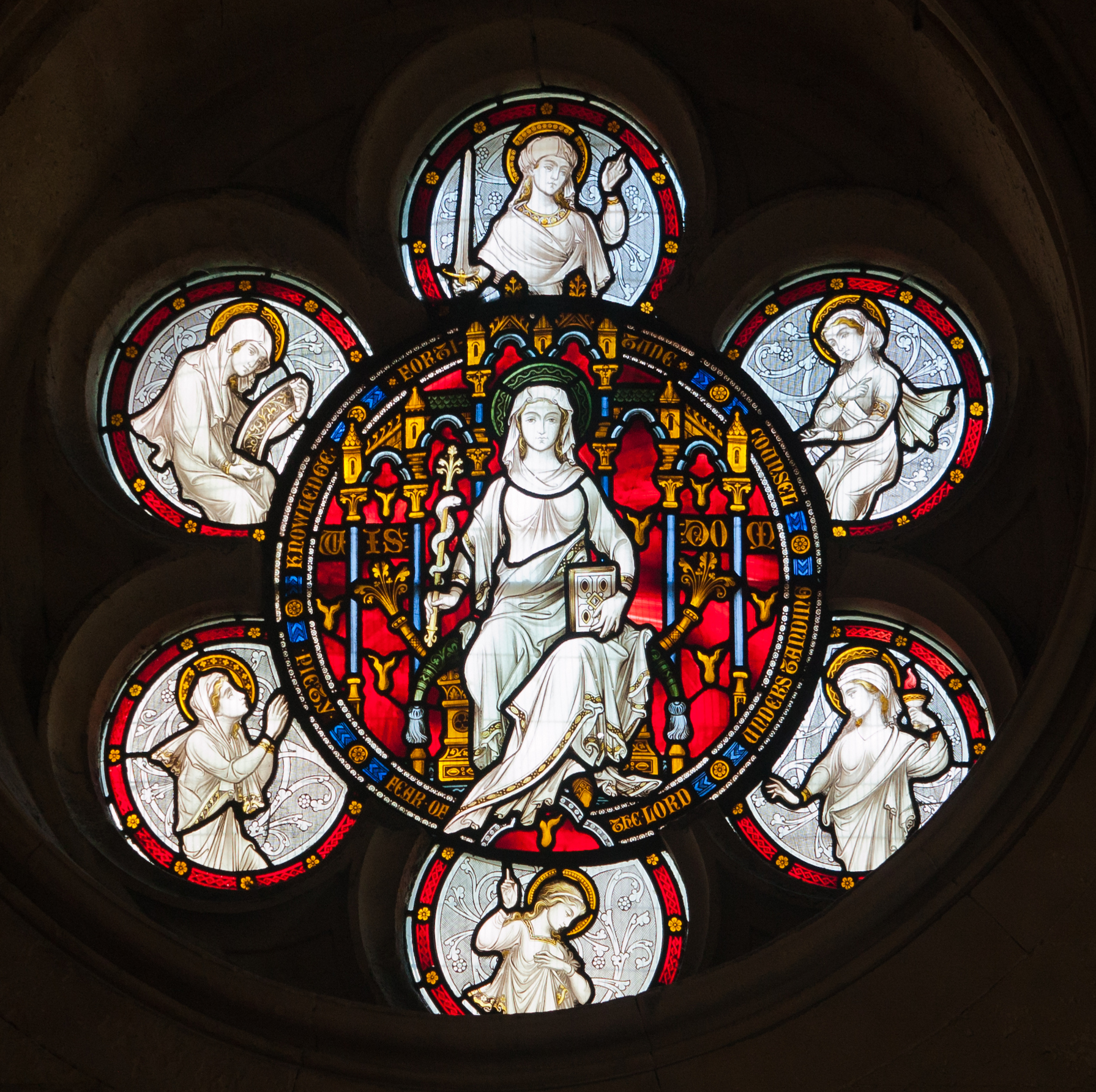
Vitrail de gauche rosace dans le mur est du passage vers la salle du synode (aujourd'hui Dublinia), représentant les sept dons du Saint-Esprit.

Dans la foi chrétienne, le don spirituel est un don du Saint-Esprit.

## Définitions
L'expression « don spirituel » (en grec χάρισμα πνευματικὸν, kharisma pneumatikon) est employée par l'apôtre Paul en Romains 1,11. Celui-ci dit, de façon plus elliptique, 
littéralement « les spirituels » (τὰ πνευματικά, ta pneumatika) en 1 Corinthiens 12,1 et  14,1. L'adjectif pneumatikos, traduit par spirituel, est fondé sur pneuma, l'Esprit.
À la fois l'Ancien Testament et le Nouveau Testament, et tout particulièrement les Épîtres de Paul, comptent plusieurs listes de dons spirituels,. Afin d'éviter les confusions, il a été proposé de nommer plus spécifiquement quatre de ces listes : les sept dons, les charismes, les ministères, et le fruit de l'Esprit.
| 7 DONS                                                                                  | 9 CHARISMES | 5 MINISTÈRES                                             | 1 FRUIT                                                                                    |
| Isaïe 11,2-3 (selon la version de la Septante)                                          | 1 Corinthiens 12,8-10 | Éphésiens 4,11                                           | Galates 5,22-23                                                                            |
| --------------------------------------------------------------------------------------- | --- | -------------------------------------------------------- | ------------------------------------------------------------------------------------------ |
| - Sagesse - Discernement - Conseil - Force - Connaissance - Piété - Crainte du Seigneur | - Parole de sagesse - Parole de connaissance - Foi - Dons de guérison - Miracles - Prophétie - Discernement des esprits - Langues - Interprétation de langues | - Apôtre - Prophète - Évangéliste - Pasteur - Enseignant | - Amour - Joie - Paix - Patience - Bonté - Bienveillance - Foi - Douceur - Maîtrise de soi |

Moins souvent évoquées, les listes suivantes se recoupent en partie avec les précédentes. Les auteurs bibliques parlent avec liberté ; la diversité et la multiplicité des dons de l'Esprit-Saint échappent à nos tentatives de catégorisation trop strictes.
| Exode 31,3 ; 35,31                      | Romains 12,6-8                                                                                   | 1 Corinthiens 12,28                                                                                   |
| --------------------------------------- | ------------------------------------------------------------------------------------------------ | --- |
| - Sagesse - Discernement - Connaissance | - Prophétie - Service - Enseignement - Encouragement - Générosité - Commandement - Bienveillance | - Apôtre - Prophète - Enseignant - Miracles - Dons de guérison - Don de secours - Direction - Langues |

## 9 dons
Neuf dons du Saint-Esprit sont décrits par Paul de Tarse dans la première épître aux Corinthiens, chapitre 12.
« En effet, à l’un est donnée par l’Esprit une parole de sagesse ; à un autre, une parole de connaissance, selon le même Esprit ; à un autre, la foi, par le même Esprit ; à un autre, le don des guérisons, par le même Esprit ; à un autre, le don d’opérer des miracles ; à un autre, la prophétie ; à un autre, le discernement des esprits ; à un autre, la diversité des langues ; à un autre, 'interprétation des langues. » (1 Corinthiens 12,8-10)
L'apôtre Paul emploie en grec le mot χάρισμα, passé en français sous le vocable charisme, mais généralement traduit par don. Cela provient de la racine χάρις, grâce. Après avoir ainsi décrit la diversité des dons, Paul fait une comparaison avec le corps :
« De même, en effet, que le corps est un, tout en ayant plusieurs membres, et que tous les membres du corps, en dépit de leur pluralité, ne forment qu'un seul corps, ainsi en est-il de Jésus. Aussi bien est-ce en un seul esprit que nous avons tous été baptisés en un seul corps, Juifs ou Grecs, esclaves ou hommes libres, et tous nous avons été abreuvés d'un seul esprit. » (1 Co 12,12-13).
Au chapitre 13, Paul décrit la hiérarchie des dons, et fait un hymne à l'amour. Au chapitre 14, il établit une hiérarchie des charismes en vue de l'utilité commune.
« Recherchez la charité, aspirez aussi aux dons spirituels, surtout à celui de prophétie. Car celui qui parle en langue ne parle pas aux hommes, mais à Dieu ; personne en effet ne comprend : il dit en esprit des choses mystérieuses. Celui qui prophétise au contraire, parle aux hommes ; il édifie, exhorte, réconforte. Celui qui parle en langue s'édifie lui-même, celui qui prophétise édifie l'assemblée. Je voudrais certes que vous parliez tous en langues, mais plus encore que vous prophétisiez ; car celui qui prophétise l'emporte sur celui qui parle en langues, à moins que ce dernier n'interprète pour que l'assemblée en tire édification. » (1 Co 14,1-5)
Au sujet du parler en langues, Paul revient sur la nécessité de l'interprétation : « C'est pourquoi celui qui parle en langue doit prier pour pouvoir interpréter. Car si je parle en langue, mon esprit est en prière, mais mon intelligence n'en retire aucun fruit. » (1 Co 14,13-14). Pour plus de détails sur le parler en langues et l'interprétation, voir la glossolalie.
Neuf dons sont identifiés :
- d'une manière quasi systématique du « parler en langues », ou glossolalie, où le pratiquant reçoit le don de prier à haute voix dans une langue étrangère qu'il ne connaît, mais maîtrise dans le choix de pratique ;

On distingue ici deux formes, une quasi systématique et une plus précise qui appelle à un don d'interprétation
- optionnellement, du « don d'interprétation du parler en langues » consistant à interpréter, dans la langue de l'auditoire, le « parler en langue » décrit ci-dessus ;
- optionnellement, du « don de prophétie » consistant à parler de la part de Dieu dans diverses formes (révélations, pensées…) ;
- optionnellement, du « don de foi » consistant à recevoir une conviction absolue en rapport avec une situation ou un évènement ;
- optionnellement, du « don de paroles de sagesse » consistant à donner des paroles inspirées apportant une solution ou un éclairage divin ;
- optionnellement, du « don de paroles de connaissance » consistant à recevoir des connaissances sur des événements, situations… ;
- optionnellement, du « don de discernement spirituel » consistant à voir dans le monde spirituel (visuellement ou en pensée) Utile pour la détection démoniaque entre autres ;
- optionnellement, du « don de guérison » consistant à apporter la guérison aux personnes pour lesquelles on prie ;
- optionnellement, du « don de miracle » consistant à vivre des miracles (créations, recréations, temporalité…).

## Histoire
Plusieurs mouvements ont contribué à ramener l'importance des dons spirituels. Ces mouvements ont été appelés "vagues" . Il y a eu d'abord "la première vague", le pentecôtisme en 1906. Puis "la deuxième vague", le mouvement charismatique en 1960. Finalement, "la troisième vague", le mouvement néo-charismatique en 1980.
Les charismatiques peuvent aussi bien être évangéliques que catholiques, anglicans ou d'autres dénominations chrétiennes. Tous insistent sur l’Esprit et son action dans les vies humaines et dans l’Église. Le christianisme évangélique, principalement dans les courants du pentecôtisme, mouvement charismatique évangélique et mouvement néo-charismatique, accorde une importance particulière aux dons de l'Esprit Saint (1 Co 12,4-7).
Cette théologie donnant la priorité au parler en langues est cependant contestée à l'extérieur et au sein même du pentecôtisme. Le parler en langues peut être vu comme un charisme possible parmi d'autres. Un croyant peut être né de nouveau, et baptisé du Saint-Esprit, régénéré et rempli de foi, sans que cette vie dans l'Esprit se manifeste obligatoirement par le charisme des langues. « Tous ont-ils des charismes de guérison ? Parlent-ils tous en langues ? Tous interprètent-ils ? Vous, soyez zélés pour les charismes les meilleurs. »